# Bewegung (Mathematik)
In der Geometrie ist eine Bewegung eine Abbildung des euklidischen Raums auf sich selbst. Es handelt sich um eine bijektive, abstandserhaltende und winkeltreue affine Abbildung. Damit ist eine Bewegung ein isometrischer Isomorphismus auf dem euklidischen Raum. Es lassen sich sogar alle Isometrien des euklidischen Raums als Bewegung auffassen.
Da das Bild einer geometrischen Figur unter einer solchen Abbildung stets kongruent zur Ausgangsfigur ist, nennt man eine Bewegung auch eine Kongruenzabbildung, dieser Begriff ist aber nur im Fall einer Bewegung des zweidimensionalen euklidischen Punktraums gebräuchlich.
Allgemeiner werden auch in der absoluten Geometrie gewisse Bijektionen des Punktraums durch Axiome der Bewegung als Bewegungen gekennzeichnet. Sie definieren dann in nichteuklidischen Geometrien den Begriff der Kongruenz: Zwei Figuren sind kongruent, wenn sie durch eine Bewegung bijektiv aufeinander abgebildet werden.

## Definition
Eine Abbildung {\displaystyle f\colon E\to E} des {\displaystyle n}-dimensionalen euklidischen Raums {\displaystyle E} in sich heißt Bewegung, falls sie den Abstand zweier Punkte invariant lässt, das heißt, falls für je zwei Punkte {\displaystyle P} und {\displaystyle Q} in {\displaystyle E}
{\displaystyle d(f(P),f(Q))\,=\,d(P,Q)}
gilt. Hierbei bezeichnet {\displaystyle d(P,Q)} den euklidischen Abstand der Punkte {\displaystyle P} und {\displaystyle Q}, also die Länge der Strecke {\displaystyle {\overline {PQ}}} bzw. des Vektors {\displaystyle {\overrightarrow {PQ}}}.
Von einer eigentlichen Bewegung spricht man, falls die Isometrie zusätzlich noch die Orientierung erhält. Andernfalls heißt die Bewegung uneigentlich.

## Eigenschaften
- Eine Bewegung ist eine affine und bijektive Abbildung, also eine Affinität.
- Eine Bewegung ist außerdem eine winkeltreue Abbildung.
- Eine Bewegung ist ein isometrischer Isomorphismus des euklidischen Raums. Auch die Umkehrung gilt, jeder isometrische Isomorphismus des euklidischen Raums ist eine Bewegung.[2]

## Beschreibung mit Hilfe von linearen Abbildungen
Man kann den {\displaystyle n}-dimensionalen euklidischen Raum {\displaystyle E} als affinen Punktraum über einem euklidischen Vektorraum {\displaystyle V} auffassen. Bewegungen kann man dann mit Hilfsmitteln der linearen Algebra beschreiben.
Ist {\displaystyle f\colon E\to E} eine Bewegung, so
existiert eine orthogonale Abbildung (lineare Isometrie) {\displaystyle {\vec {f}}\colon V\to V}, so dass für alle Punkte {\displaystyle P} und {\displaystyle Q} gilt:
{\displaystyle f(Q)=f(P)+{\vec {f}}({\overrightarrow {PQ}})}
Wählt man einen Ursprung {\displaystyle O}, so gilt also für die Ortsvektoren eines Punktes {\displaystyle P} und seines Bildpunktes {\displaystyle f(P)}
{\displaystyle {\overrightarrow {Of(P)}}={\vec {f}}({\overrightarrow {OP}})+{\overrightarrow {Of(O)}}.}
Man erhält den Ortsvektor des Bildpunktes also durch die Komposition der orthogonalen Abbildung
{\displaystyle {\vec {v}}\mapsto {\vec {f}}({\vec {v}})}
und der Translation
{\displaystyle {\vec {v}}\mapsto {\vec {v}}+{\overrightarrow {Of(O)}}.}

## Beschreibung in Koordinaten
Führt man im {\displaystyle n}-dimensionalen euklidischen Raum {\displaystyle E} ein affines Koordinatensystem {\displaystyle O=X_{0},\,X_{1},\,\ldots ,\,X_{n}} mit dem Ursprung {\displaystyle O} ein und verwendet die zugehörige Basis {\displaystyle e_{1}={\overrightarrow {OX_{1}}},\,\ldots ,\,e_{n}={\overrightarrow {OX_{n}}}} des Vektorraums {\displaystyle V}, so lässt sich jede affine Abbildung durch eine {\displaystyle n\times n}-Matrix
{\displaystyle A={\begin{pmatrix}a_{11}&\dots &a_{1n}\\\vdots &&\vdots \\a_{n1}&\dots &a_{nn}\end{pmatrix}}}
und einen Translationsvektor
{\displaystyle b={\begin{pmatrix}b_{1}\\\vdots \\b_{n}\end{pmatrix}}}
beschreiben:
{\displaystyle y=A\cdot x+b={\begin{pmatrix}a_{11}&\dots &a_{1n}\\\vdots &&\vdots \\a_{n1}&\dots &a_{nn}\end{pmatrix}}\cdot {\begin{pmatrix}x_{1}\\\vdots \\x_{n}\end{pmatrix}}+{\begin{pmatrix}b_{1}\\\vdots \\b_{n}\end{pmatrix}}}
Hierbei sind
{\displaystyle x={\begin{pmatrix}x_{1}\\\vdots \\x_{n}\end{pmatrix}}\in \mathbb {R} ^{n}} und {\displaystyle y={\begin{pmatrix}y_{1}\\\vdots \\y_{n}\end{pmatrix}}\in \mathbb {R} ^{n}}
die Koordinatenvektoren der Ortsvektoren {\displaystyle \textstyle {\overrightarrow {OP}}=\sum _{i=1}^{n}x_{i}e_{i}} und  {\displaystyle \textstyle {\overrightarrow {Of(P)}}=\sum _{i=1}^{n}y_{i}e_{i}}.
Bei Wahl eines kartesischen Koordinatensystems gilt:
{\displaystyle f} ist genau dann eine Bewegung, wenn die Matrix {\displaystyle A} orthogonal ist. Gilt außerdem {\displaystyle \det(A)=1}, so handelt es sich um eine eigentliche Bewegung.
Eine Bewegung kann auch mit der Translation als erster und der orthogonalen Abbildung als zweiter Aktion formuliert werden, denn es ist
{\displaystyle (Ax)+b=A(x+c)}
mit {\displaystyle c:=A^{-1}b.}

## Die Bewegungsgruppe
Die Hintereinanderausführung zweier Bewegungen ergibt wieder eine Bewegung. Die Bewegungen bilden also eine Gruppe, die Bewegungsgruppe oder euklidische Gruppe, die mit {\displaystyle \mathrm {E} (n)} oder {\displaystyle \mathrm {ISO} (n)} bezeichnet wird. Die Hintereinanderausführung zweier eigentlicher Bewegungen ist wieder eine eigentliche Bewegung. Diese bilden also eine Untergruppe von {\displaystyle \mathrm {E} (n)}, die mit {\displaystyle \mathrm {E} ^{+}(n)} bzw. {\displaystyle \mathrm {SE} (n)} bezeichnet wird. Beide Gruppen lassen sich als das semidirekte Produkt {\displaystyle \mathrm {O} (n)\ltimes \mathbb {R} ^{n}} bzw. {\displaystyle \mathrm {SO} (n)\ltimes \mathbb {R} ^{n}} der zugehörigen Matrizengruppen {\displaystyle \mathrm {O} (n)} bzw. {\displaystyle \mathrm {SO} (n)} mit der Gruppe {\displaystyle \mathbb {R} ^{n}} der Translationen auffassen. Dies besagt konkret, dass für die Hintereinanderausführung zweier Bewegungen {\displaystyle x\mapsto Ax+a} und {\displaystyle y\mapsto By+b} gilt:
{\displaystyle B(Ax+a)+b=(BA)x+(Ba+b).}
Beide Gruppen sind Lie-Gruppen der Dimension
{\displaystyle \dim(\mathrm {SO} (n))+\dim(\mathbb {R} ^{n})={\frac {n\cdot (n-1)}{2}}+n={\frac {n\cdot (n+1)}{2}}.}

## Bewegungen in der euklidischen Ebene
Eigentliche Bewegungen der Ebene sind
- eine Parallelverschiebung
- eine Drehung um einen Punkt der Ebene
  - eine Punktspiegelung als Sonderfall einer Drehung um 180°

Uneigentliche Bewegungen sind
- eine Achsenspiegelung
- eine Gleitspiegelung bestehend aus einer Achsenspiegelung gefolgt von einer Translation längs der Achse.

Die Bewegungsgruppe ISO(2) der Ebene lässt sich durch Achsenspiegelungen erzeugen.

## Bewegungen im euklidischen Raum
Eigentliche Bewegungen im Raum sind
- Parallelverschiebung (Translation)
- Drehung um eine beliebige Achse im Raum
  - Spiegelung an einer Geraden als Sonderfall einer Drehung um 180°
- Schraubung – die mit einer Drehung verkettete Translation längs der Drehachse

Uneigentliche Bewegungen sind
- Ebenenspiegelung
- Gleitspiegelung – die mit einer Ebenenspiegelung verkettete Translation in eine Richtung parallel zu der Spiegelebene
- Drehspiegelung – die mit einer Ebenenspiegelung verkettete Drehung um eine zu dieser Ebene orthogonale Achse
- Punktspiegelung

Drehungen sowie Drehspiegelungen verfügen stets über Fixpunkte. Legt man den Koordinatenursprung in einen solchen, so wird der translatorische Anteil Null. Wie im Artikel zu orthogonalen Gruppen ausgeführt, besitzt eine Drehung im Raum stets eine Achse und einen Drehwinkel und ist durch diese Daten eindeutig festgelegt. Ähnliches gilt auch für Drehspiegelungen.
In manchen Situationen kann auf den translatorischen Teil jedoch nicht verzichtet werden, beispielsweise bei der Beschreibung zweier Drehungen mit sich gegenseitig nicht schneidenden Achsen.
Die Bewegungsgruppe ISO(3) des Raumes lässt sich durch Ebenenspiegelungen erzeugen.
Die Bewegung eines starren Körpers im Raum oder auch eine Kamerafahrt lassen sich als eine stetige Folge von Bewegungen, also als eine Abbildung von einem reellen Zeitintervall {\displaystyle [t_{0},t_{1}]} in die Gruppe der eigentlichen Bewegungen des Raumes auffassen.